# Richmond National Battlefield Park
Le Richmond National Battlefield Park est une aire protégée américaine en Virginie. Établi le 2 mars 1936, ce parc de champ de bataille national protège des sites relatifs à la guerre de Sécession dans les comtés de Caroline, Chesterfield, Hanover et Henrico ainsi que dans la ville de Richmond. Inscrit au Registre national des lieux historiques depuis le 15 octobre 1966 et au Virginia Landmarks Register depuis le 18 mars 1975, il est géré par le National Park Service.